# Tribunalele Poporului
Tribunalele Poporului, compuse din Tribunalul Poporului din București și Tribunalul Poporului din Transilvania de Nord (cu sediul la Cluj), au fost două tribunale înființate după cel de-al doilea război mondial de guvernul României, împreună cu Comisia Aliată de Control pentru a ancheta prezumtivii criminali de război, conform art. 14 din Pactul de Armistițiu cu România.

## Condamnări
Aproximativ 2.700 de cazuri au fost examinate de o comisie care a stabilit că existau dovezi suficiente pentru a trimite cca. jumătate din cazuri la parchet. 668 de inculpați au fost găsiți vinovați de crime de război, crime împotriva păcii și crime împotriva umanității.
Tribunalul din București a condamnat 187 de persoane. 
Pe 14 februarie 1946 Tribunalul Poporului își reia activitatea prin judecarea procesului Centralei Evreilor, acuzată că ar fi executat ordinele Berlinului și Gestapoului în prigonirea evreilor. Președintele completului de judecată a fost Alexandru Voitinovici, iar acuzatori publici A. Schreiber și M. Mayo. Pe 18 februarie 1946 s-a pronunțat sentința în acest proces: V. Isanceanu (în contumacie) și Nandor Gingold - munca silnică și degradare civică - 10 ani, N. Grunberg-Wilmann - 20 de ani detenție grea; A Grossman-Grozea - 15 ani detenție grea, J. Leon -12 ani. Tuturor li se confiscă averea.
În procesul principal, din mai 1946, au fost judecați liderii fostei guvernări, în frunte cu Ion Antonescu (24 de inculpați). Curtea a pronunțat 13 sentințe de condamnare la moarte, dintre care 6 in absentia și neexecutate vreodată. Din restul de 7 condamnări, 3 au fost modificate în închisoare pe viață. Ion Antonescu, Mihai Antonescu, Constantin Vasiliu și Gheorghe Alexianu au fost executați la 1 iunie 1946 în închisoarea Jilava. Ceilalți au fost condamnați la închisoare pe viață sau la termene foarte lungi.
Tribunalul din Cluj și succesoarele sale au condamnat 481 de persoane: 370 unguri, 83 germani, 26 români și 2 evrei. Tribunalul din Cluj a decis 100 de condamnări la moarte, 163 de condamnări cu închisoare pe viață și alte sentințe.
Un mare număr dintre cei condamnați au fost judecați în contumacie și nu și-au ispășit niciodată pedeapsa (de exemplu, scriitorul maghiar Albert Wass). Unora dintre condamnații la pedeapsa capitală li s-a modificat sentința în condamnare la închisoare pe viață. Condamnații pentru crime de război care s-au purtat bine în închisoare au fost printre cei eliberați în baza unui decret din 1950. Restul au fost eliberați între 1962 și 1964 prin amnistiere.